# SN 2010bx
SN 2010bx – supernowa odkryta 17 marca 2010 roku w galaktyce A092742+4434. W momencie odkrycia miała maksymalną jasność 19,00m.